# Air Croatia
Az Air Croatia egy 2014-ben alapított horvát légitársaság volt.

## Története
Az Air Croatia horvát központú volt, de nem ez volt az ország nemzeti légitársasága, hanem a Croatian Airways. Az első járat 2015. április 2-án indult  Zágrábból Budapestre.
A légitársaság Budapesten kívül Prágába, Milánóba és Rómába indított járatokat. Az eredeti indulást 2014 nyarára tervezték de pénzügyi gondokra hivatkozva elhalasztották 2014 telére, december 18-ára. Ez az indulás sem sikerült különböző engedélyek híján, ezért 2015 áprilisára tették az indulást.
A Denim Airtől bérelt egyetlen ATR 42-300 típusú gép állt szolgálatban.

## Úticél
| Hub | Központ           |
| †   | Jövőbeli úticél   |
| ‡   | Szezonális        |
| §   | Megszűnt úticélok |